# Meslin-l'Évêque
Pour les articles homonymes, voir Meslin (homonymie) et L'Évêque.
Meslin-l’Évêque (en picard M’lin-lèvèque) est une section de la ville belge d'Ath située en Wallonie picarde dans la province de Hainaut.
C'était une commune à part entière avant la fusion des communes de 1977.

## Géographie
- Superficie : 1 206 ha.
- Hydrographie : Sille, rieu du Manage, rieu du Bois d'Hérimez.
- Population : 1 284 habitants (en 2002).

### Hameaux
- Chapelle à Cailloux.
- Esquinterie.
- Glaude.
- Haut Aulnoy.
- Manage.
- Montagne.
- Preuscamps.
- Stoquoi.

## Évolution démographique
- Sources : INS, Rem. : 1831 jusqu'en 1970 = recensements, 1976 = nombre d'habitants au 31 décembre.

## Patrimoine et culture

### Lieux et monuments
- L'église Saint-Pierre : de style classique, elle est datée de 1792.

### Folklore
Meslin-l'Évêque dispose de trois Géants portés :
- Le Pèlerin ;
- Chanteclerc le Coq ;
- Meslina la Poule.

## Économie
La principale source d'activité se concentre sur le zoning de Ghislenghien qui est en partie étendu sur le territoire de Meslin-l'Evêque.

## Galerie

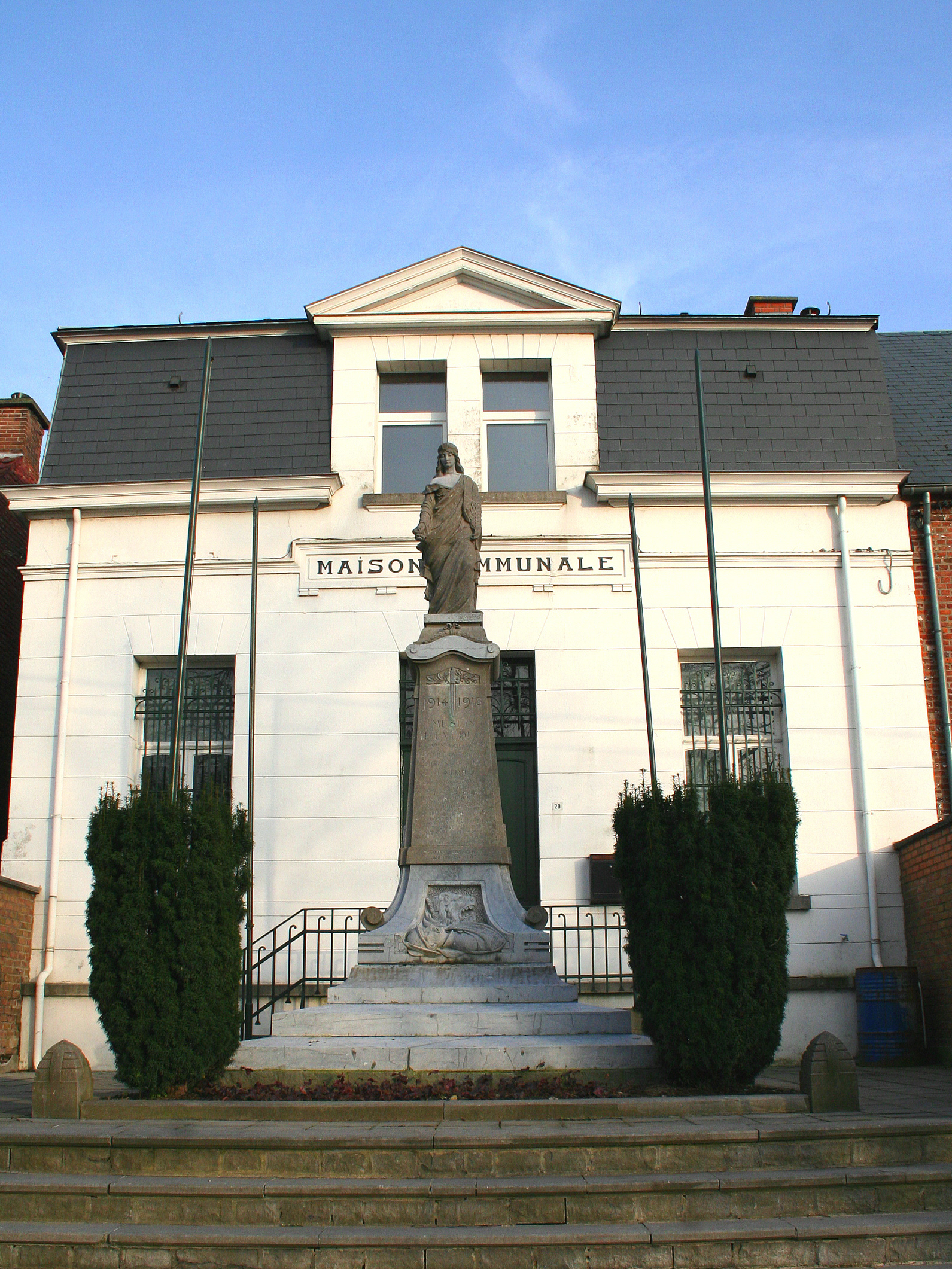
L'ancienne maison communale.
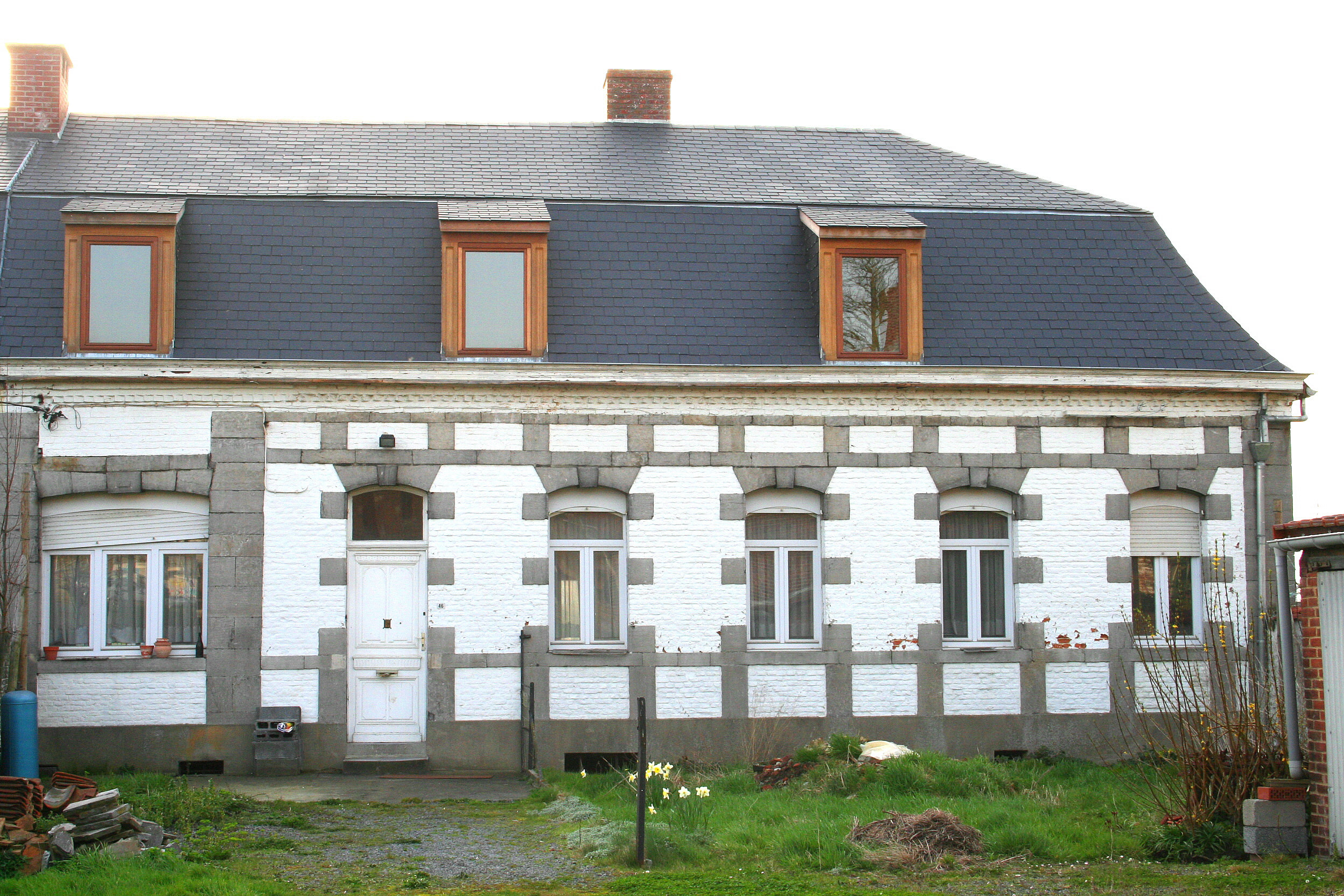
La maison Fénelon (XVIIIe siècle).

## Sports et vie associative

### Clubs sportifs et associations
- Les Tortues Meslinoises ; club de jogging.
- JS Meslin Grand Marais ; club de football.
- Le Club de Marche de Meslin.
- Les Criquets ; club des jeunes.
- La Royale Harmonie l'Union de Meslin l'Evêque.

## Jumelage
Meslin (France) depuis 1980

## Personnalités
Village natal de Michel De Bay.